# 2-butanonoxime
2-butanonoxime of methylethylketoxime (MEKO) is een oxime, meer bepaald een ketoxime, afgeleid van methylethylketon (butanon).

## Synthese
2-butanonoxime wordt gevormd in de condensatiereactie (oximering) van hydroxylamine en 2-butanon.

## Toepassingen
2-butanonoxime wordt in de verfindustrie gebruikt om skinning, dit is de vorming van een vlies of harde film aan het oppervlak van verven en lakken in verpakking, te vermijden. Een typische concentratie is 0,02 tot 0,5 gewichtsprocent in alkydverf. Het oxime fungeert als zuurstofvanger en verhindert dat de verf voortijdig droogt door oxidatie. Na openen van de verpakking en aanbrengen van de verf verdampt het oxime en kan de verf drogen.
De stof wordt ook gebruikt in sommige pesticideformuleringen, houtbeschermingsmiddelen en anti-aanslagverven voor schepen, siliconenafdichtingsmiddelen en andere producten. De functie van de stof is solvent, stabilisator of viscositeitsregelaar.
Butanonoxime is ook een corrosie-inhibitor in industriële boilers en waterbehandelingssystemen. De stof fungeert hier ook als zuurstofvanger: ze verwijdert opgelost zuurstof uit het water en verhindert daarmee de oxidatie van metalen oppervlakken in contact met het water of stoom.

## Toxicologie en veiligheid
Butanonoxime is irriterend voor de ogen en kan de huid gevoelig maken. Bij hoge concentraties is het carcinogeen gebleken in dierproeven. De Europese Unie heeft de stof ingedeeld in de carcinogenen van klasse 3 ("carcinogene effecten zijn niet uitgesloten"). De GHS-indeling is carcinogeen, categorie 2 ("verdacht van het veroorzaken van kanker").
Butanonoxime is goed oplosbaar in water.